# Blue Clear Sky
Blue Clear Sky è il quindicesimo album in studio del cantante di musica country statunitense George Strait, pubblicato nel 1996.

## Tracce
1. Blue Clear Sky (Bob DiPiero, John Jarrard, Mark D. Sanders) – 2:52
2. Carried Away (Steve Bogard, Jeff Stevens) – 3:19
3. Rockin' in the Arms of Your Memory (Dean Dillon, Norro Wilson) – 4:16
4. She Knows When You're on My Mind (Wayne Kemp, Mack Vickery) – 3:15
5. I Ain't Never Seen No One Like You (Bruce Bouton, Mark Chesnutt, Roger Springer) – 3:13
6. I Can Still Make Cheyenne (Aaron Barker, Erv Woolsey) – 4:14
7. King of the Mountain (Larry Boone, Paul Nelson) – 3:28
8. Do the Right Thing (Jim Lauderdale, Gary Nicholson) – 3:07
9. I'd Just as Soon Go (Barker, Dillon) – 3:14
10. Need I Say More (Clay Blaker, Roger Brown) – 4:50
11. Check Yes Or No (Danny A Wells, Dana Hunt Oglesby) (Bonus Track Versione UK) - 3:20